# Niemand hört dich
Niemand hört dich (с нем. — «Никто тебя не слышит») — дебютный альбом немецкой альтернативной группы Nevada Tan, выпущенный 20 апреля 2007 года. Диск сразу стал платиновым в Германии. В России диск достиг золотого статуса. С альбома было выпущено три сингла: Revolution, Vorbei и Neustart.

## Об альбоме
Niemand hört dich оказался весьма популярным в Германии, Австрии и Швейцарии. Популярности достиг альбом благодаря немецким СМИ: журналу Bravo и немецкому музыкальному телеканалу VIVA. Вскоре слава группы добралась и до критиков, которые назвали парней ещё одним клоном Linkin Park.

## Список композиций
Слова и музыка всех песен — Nevada Tan.
| №   | Название                                   | Длительность |
| --- | ------------------------------------------ | ------------ |
| 1.  | «Revolution» (Революция)                   | 4:04         |
| 2.  | «So Wie Du» (Такой, как ты)                | 3:13         |
| 3.  | «Neustart» (Новое Начало)                  | 3:06         |
| 4.  | «Vorbei» (Позади)                          | 3:43         |
| 5.  | «Niemand Hört Dich» (Никто тебя не слышит) | 3:04         |
| 6.  | «Warum?» (Почему?)                         | 3:47         |
| 7.  | «Wie Es Ist» (Так, как есть)               | 3:36         |
| 8.  | «Alles Endet Hier» (Здесь Всему Конец)     | 4:17         |
| 9.  | «Dein Echo» (Твоё Эхо)                     | 3:35         |
| 10. | «Himmel Hilf» (Помоги Небу)                | 3:41         |
| 11. | «Geht AB» (Ухожу)                          | 3:26         |
| 12. | «Ein Neuer Tag» (Новый День)               | 4:11         |

| №   | Название            | Длительность |
| --- | ------------------- | ------------ |
| 13. | «Positiv» (Позитив) | 2:35         |

## Видеоклипы
- Revolution — 7 версий (для каждого участника и один общий)
- Vorbei
- Neustart
- Ein neuer tag
- Geht AB (Street Video)
- So wie du

## Niemand hört dich — Live
Niemand hört dich — Live — первый DVD с концертом группы Panik, был выпущен в 2007 году. Концерт был записан в Германии, городе Хайдельберге. На концерте были исполнены песни, которые не вошли в их дебютный альбом Niemand hört dich: Positiv, Es Kommt Der Tag и Fuhlst Du. Помимо самого концерта DVD включает в себя клипы и Making of.
Диск достиг 10 позиции Германского DVD чарта, главным образом благодаря песне Ein neuer Tag.

### Содержание диска
| 1. «So Wie Du» 2. «Neustart» 3. «Es Kommt Der Tag» 4. «Warum» 5. «Geht Ab» 6. «Himmel Hilf» 7. «Wie Es Ist» 8. «Revolution» 9. «Positiv» 10. «Dein Echo» 11. «Niemand Hort Dich» 12. «Vorbei» 13. «Fuhlst Du» 14. «Neuer Tag» | 1. «So Wie Du» 2. «Revolution» 3. «Vorbei» 4. «Geht Ab» 5. «Neustart» 1. «Making Of Revolution» 2. «Making Of Vorbei» 3. «Making Of Live In Heidelberg» |